# Монастир Есфігмену
40°21′09.68″ пн. ш. 24°08′16.99″ сх. д. / 40.3526889° пн. ш. 24.1380528° сх. д.
Монастир Есфігмену (грец. Μονή Εσφιγμένου) — грецький чоловічий православний монастир на Святій горі Афон, займає в святогірській ієрархії вісімнадцяте місце. Розташований на південно-східному узбережжі півострова Айон-Орос. Від Есфігмену до монастиря Ватопед три з половиною години ходу, до Карієса — п'ять годин.

## Історія
Афонський монастир Есфігмену, за переказами, заснований у V столітті візантійським імператором Феодосієм II і його сестрою Пульхерією. Документально ж існування монастиря підтверджено свідченнями початку XI століття. Існує також переказ, що початково тут оселився, на сусідній із монастирем горі Самарі, в печері преподобний Антоній Київський. Над цією печерою облаштована невелика, але красива церква на честь цього святого.
Соборний храм монастиря (католікон) освячений на честь Вознесіння Господнього. Крім собору діють паракліси: Успіння Богоматері; святих Архангелів; Григорія Палами; святих Костянтина і Олени; святого Анфіма, священномученика Нікодімійского; преподобного Ніла Святогірського і Синайського; святого Геннадія патріарха Константинопольського. Поза монастирем діють ще 13 церков.
2009 року суд міста Салоніки виніс вирок — 1 рік умовно — 14 монахам, включаючи ігумена Мефодія за відмову залишити монастир. З 1965 року в монастирі загострились відносини із Константинопольським патріархом, до юрисдикції якого відносяться усі афонські монастирі. Частина братії засуджувала Патріарха за зустрічі із Папою Римським Павлом VI. Відтак ченці Есфігмену були визнані схизматиками, наслідком чого стали втручання грецької поліції та судовий розгляд справи.

## Реліквії
У соборі крім фрагмента Животворящого Хреста є мощі:
- глава святого апостола Якова Алфієвого,
- частина глави святого Парфенія, єпископа Лампсакського,
- ліва нога святої Марії Магдалини,
- частина голови святого Афанасія патріарха Константинопольського,
- щелепа святого Іоанна Персяніна,
- частка мощей святого Івана Золотоустого, великомучеників Харампія і Модеста, Пантелеймона і Меркурія, Варвари та Євфимії; святих мучеників Марини, Трифона; святого Стефана архідиякона і священномученика Єрмолая,
- глава святого преподобномученика Агафангела Нового.